# 黃進 (朝鮮)
黃進（1550年—1593年），字明甫，本貫長水黃氏，朝鮮王朝將領。
是領議政黃喜的五代孫。1590年，隨朝鮮通信使黃允吉出使日本，歸國後被舉為濟用監主簿，後任同福縣監。黃進意識到日本可能會入侵朝鮮，故而竭力備戰。
1592年6月，日本侵略全羅、忠清兩道，黃進受到都節制使李洸和權慄的賞識，負責嶺南和湖南的防禦工作。黃進在李洸的麾下戰鬥，任忠清助防將，其戰功受到朝鮮宣祖的肯定，升忠清道兵使。日軍在龍仁擊敗朝鮮軍之後，入侵鎮安；黃進射殺日軍先鋒，阻止了其攻勢。此後又在安德院擊退日軍。
同年，黃進追隨權慄，在全州的梨峙阻擊日軍的小早川隆景部。黃進和權慄都奮勇當先，黃進被火銃擊中但仍堅持戰鬥，最終擊敗日軍並收復全羅道。
翌年，黃進與金千鎰、崔慶會等人一起鎮守晉州城；6月，日軍攻晉州時，黃進守東門，中彈而亡，年僅43歲。諡武愍。晉州的彰烈祠、南原的愍忠祠都祀奉他。